# Ceratozamia mixeorum
Ceratozamia mixeorum är en kärlväxtart som beskrevs av Chemnick, T.J. Greg. och S. Salas-mor. Ceratozamia mixeorum ingår i släktet Ceratozamia och familjen Zamiaceae. IUCN kategoriserar arten globalt som starkt hotad. Inga underarter finns listade i Catalogue of Life.